# 彼得斯多夫湖 (巴特薩羅)

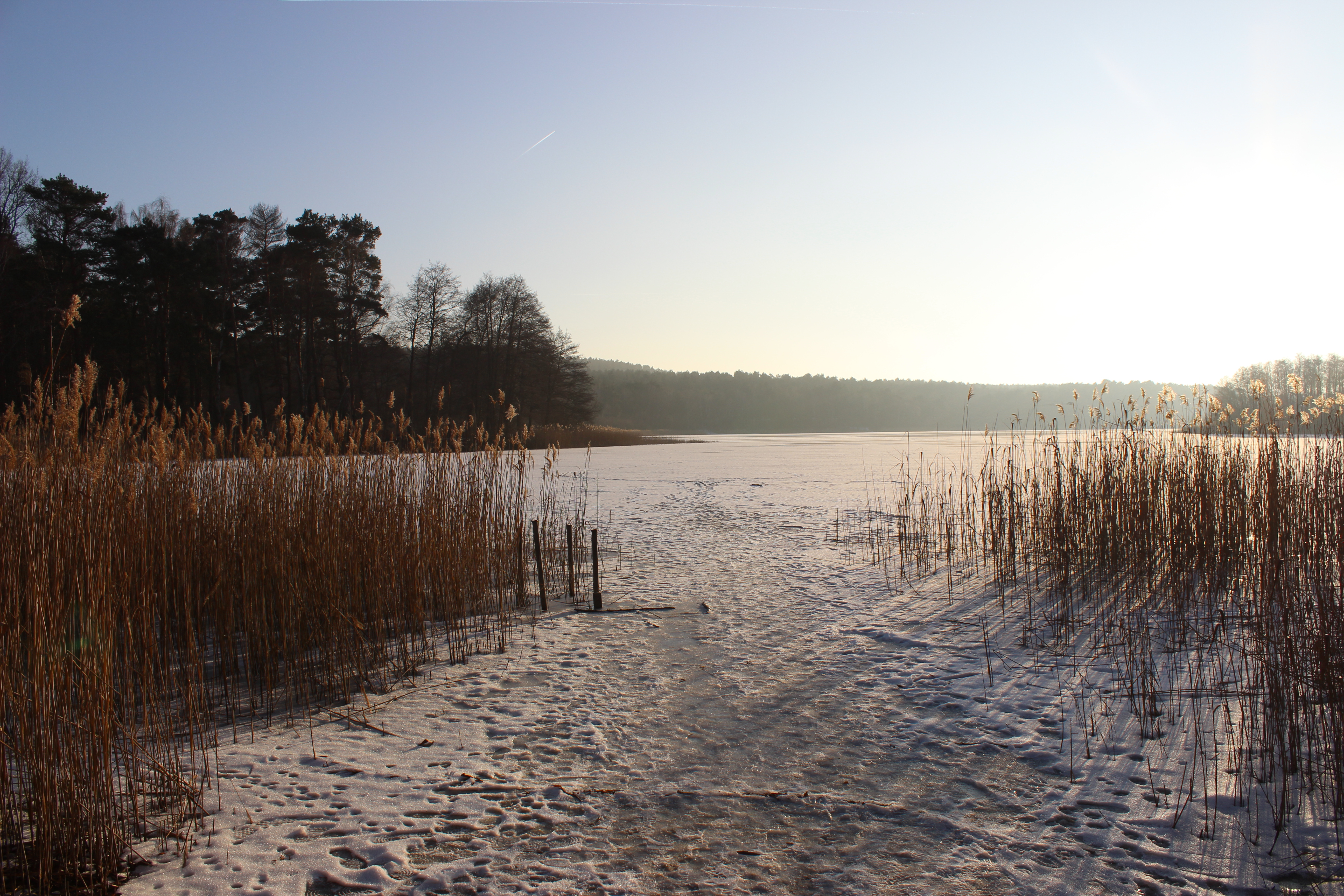

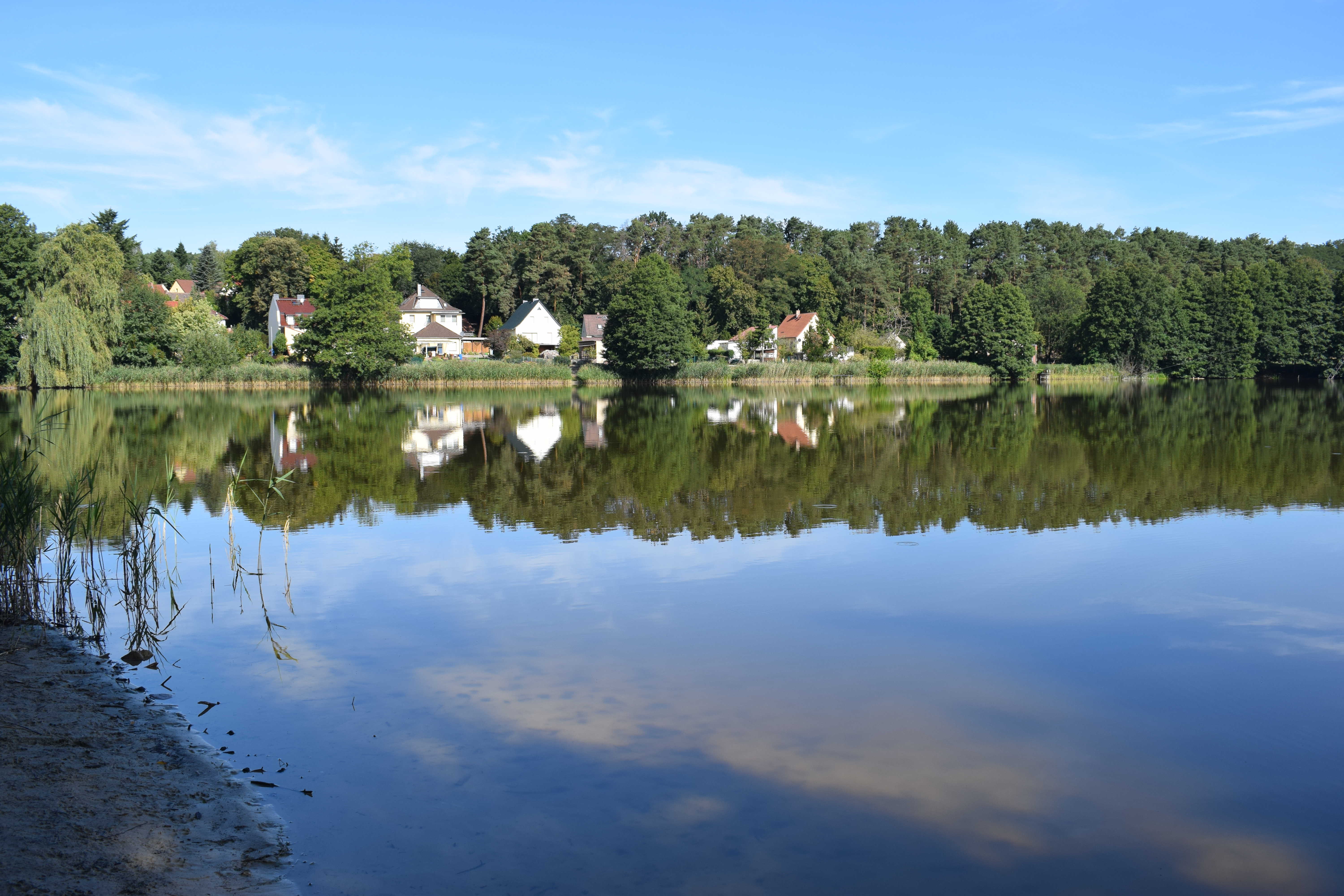

52°18′55″N 14°04′24″E / 52.315169°N 14.073382°E
彼得斯多夫湖（德語：Petersdorfer See），是德國的湖泊，位於該國西南部，由勃蘭登堡州負責管轄，處於奧得-施普雷縣，長1.1公里、寬0.3公里，面積0.23平方公里，海拔高度42米，平均水深2.3米，最大水深4米，水體容量53萬立方米。